# Радио в Томске
Радиовещание в Томске берёт своё начало в 1924 году, когда появилась первая в Сибири радиовещательная станция, организованная радиолюбителем А. С. Балакшиным (150 Вт).
В 1928 году начала работу первая широковещательная радиостанция РВ-48 (на волнах 750 и 400 м; 1,2 кВт), свёрнутая властями после открытия в Новосибирске в 1936 году станции РВ-76 (100 кВт).
С 1929 года власть ориентируется исключительно на проводное (неэфирное, "проволочное") вещание, и развивает городскую "радиосеть".
Первое частное «Радио Сибирь» начало вещание 7 января 1992 года на частоте 71,99 МГц.
Передающие комплексы 30 радиостанций расположены на основном объекте «Томского ОРТПЦ» — томской телебашне на Больничной улице, двух — на технологической башне ООО «Газпром трансгаз Томск» (ул. Смирнова, 1Б). Сегодня в Томске вещают следующие УКВ-радиостанции:
| \| Частота, МГц \| Радиостанция \| Примечание \| \| ------------ \| -------------------------------------------- \| --------------------------------------------------------------------------------------------------------------------------------------- \| \| 87,7 \| Радио 7 на семи холмах \| с 5 сентября 2017 года[4] \| \| 88,5 \| Радио Звезда \| с 22 декабря 2015 года[5][6] \| \| 88,9 \| Relax FM[7] \| с 12 декабря 2024 года[8] \| \| 89,5 \| Радио Monte-Carlo \| с 11 сентября 2024 года[9][10][11] \| \| 90,3 \| Comedy Radio \| с 11 января 2021 года[12] (было Радио Искатель[13] с 22 августа 2016 года до 10 января 2021 года) \| \| 90,7 \| Наше радио \| с 17 февраля 2016 года[14][5][15][16] \| \| 91,1 \| Вести FM \| с 18 ноября 2015 года[17] \| \| 91,5 \| Радио МИР \| c 8 ноября 2013 года \| \| 92,6 \| Радио Вера \| с 26 февраля 2020 года[18][19] \| \| 95,7 \| Love Radio \| с 10 февраля 2017 года[20] \| \| 96,1 \| Радио Шансон \| с 23 марта 2023 года[21] \| \| 96,5 \| Радио Ваня \| с 15 декабря 2020 года[22] \| \| 98,0 \| Радио Гордость[23] \| с 1 сентября 2024 года[24] (было Радио Книга с 17 февраля 2020 года до 10 мая 2020 года)[25][26] \| \| 98,4 \| Дорожное радио \| c 12 ноября 2018 года[27][28] \| \| 98,8 \| Радио Maximum \| с 24 ноября 2017 года[29][30] \| \| 99,2 \| Новое радио \| с 13 ноября 2019 года[31][32] \| \| 99,6 \| Радио Jazz \| с 29 ноября 2017 года[33][34][35] \| \| 100,9 \| Радио Томский Благовест (временно отключено) \| с 5 августа 2015 года[36] \| \| 101,3 \| Пи FМ \| с 27 декабря 2019 года[37] (было Радио Рекорд / Кнопка FM, Дорожное радио и Радио Ваня[38] с 01 июля 2010 года до 26 декабря 2019 года) \| \| 101,7 \| Хит FM \| с января 2002 года[39] \| \| 102,1 \| Русское радио \| с 11 апреля 1997 года[40] \| \| 102,5 \| Ретро FM \| с 24 июня 2008 года[41] \| \| 102,9 \| Радио России / ГТРК Томск \| с 7 мая 2015 года[42][43] \| \| 103,4 \| «Детское радио» \| с 11 декабря 2024 года[44][45] (было Европа Плюс с 1997 года до 19 мая 2016 года) \| \| 103,8 \| DFM \| с апреля 2003 года \| \| 104,2 \| Юмор FM \| с 10 ноября 2010 года \| \| 104,6 \| Радио Сибирь \| с 1996 года \| \| 105,4 \| Авторадио \| с 1 августа 2004 года \| \| 106,1 \| Радио ENERGY \| с 28 декабря 2017 года[46][47] (было «Милицейская волна» и Наше радио[14][48]) \| \| 106,6 \| Радио Маяк / Радио Маяк - Томск \| с 1 июня 2007 года (было «Радио Планета-Томск» и «Х-Радио - 106,6» с 28 ноября 2000 года до 31 мая 2007 года) \| \| 107,1 \| Радио Дача \| с 2 июня 2014 года (было Love Radio, Радио Monte-Carlo) \| \| 107,6 \| Европа Плюс \| с 20 мая 2016 года[49] (было Радио Спорт) \| Значительная часть эфира большинства радиостанций посвящена музыке и трансляции московских партнёров, однако почти все станции имеют небольшое количество собственных программ. На этом фоне выделяются «Радио Сибирь» и «Томский Благовест», имеющие полностью собственное вещание. - Радиостанции Томской области 1. 2. 3. 4. 5. 6. 7. 8. 9. 10. 11. 12. 13. 14. 15. 16. 17. 18. 19. 20. 21. 22. 23. 24. 25. 26. 27. 28. 29. 30. 31. 32. 33. 34. 35. 36. 37. 38. 39. 40. 41. 42. 43. 44. 45. 46. 47. 48. 49. - Интернет трансляции и запись Томских радиостанций radio-archive.ru - Томское радио в томской вики 1. Радиовещание / Томск от А до Я: Краткая энциклопедия города. / Под ред. Н. М. Дмитриенко. — 1-е изд. — Томск: Изд-во НТЛ, 2004. — С. 285. — 440 с. — 3000 экз. — ISBN 5-89503-211-7. 2. История электросвязи Томской области (от прошлого к настоящему) / ОАО «Томсктелеком»; [Редкол. В.C. Десятский [и др.]. — Томск : «Спектр» ИОА СО РАН, 2000. — 439 с. : ил., портр., табл.; 20 см; ISBN 5-88276-062-3. 3. Погодаев Н. П., Воитик Е. А. Радиовещание // Энциклопедия Томской области. [в 2 т.] / Адм. Том. обл., Том. гос. ун-т; [редкол.: Г. В. Майер (председатель) ; Н. М. Дмитриенко (науч. ред.) и др.]. — Томск : Изд-во Том. ун-та, 2008—2009. Т. 2 : Н — Я. — 2009. — С. 628. — 469—999 с. : ил., портр., XXV—XXXII с. ил. — С. XVII—XXIV в изд. отсутствуют. — Имен. указ.: с. 949—989. — ISBN 978-5-7511-1917-1 4. Время — местное: история создания и развития томского телевидения и радиовещания / Томская областная универсальная научная библиотека им. А. С. Пушкина; составители: П. П. Кондаков, Н. И. Маскина. — Томск: ООО «Новости» / ООО «Курсив», 2020. 252 с. — (Жизнь замечательных томичей; вып. 20) 5. Радио в Сибири и на Дальнем Востоке // Историческая энциклопедия Сибири : [в 3 т.] / Российская акад. наук, Сибирское отд-ние, Ин-т истории, Изд. дом «Историческое наследие Сибири»; [гл. ред.: В. А. Ламин; редкол.: С. С. Букин и др.]. — Новосибирск : Историческое наследие Сибири, 2010. — 27 см. Т. 2: К — Р. — 2010. — С. 745—748. — 807 с. : ил., портр., табл., цв. ил. — ISBN 5-8402-0231-2. |                                              | |
| Частота, МГц | Радиостанция                                 | Примечание |
| 87,7 | Радио 7 на семи холмах                       | с 5 сентября 2017 года |
| 88,5 | Радио Звезда                                 | с 22 декабря 2015 года |
| 88,9 | Relax FM                                     | с 12 декабря 2024 года |
| 89,5 | Радио Monte-Carlo                            | с 11 сентября 2024 года |
| 90,3 | Comedy Radio                                 | с 11 января 2021 года (было Радио Искатель с 22 августа 2016 года до 10 января 2021 года)                                       |
| 90,7 | Наше радио                                   | с 17 февраля 2016 года |
| 91,1 | Вести FM                                     | с 18 ноября 2015 года |
| 91,5 | Радио МИР                                    | c 8 ноября 2013 года |
| 92,6 | Радио Вера                                   | с 26 февраля 2020 года |
| 95,7 | Love Radio                                   | с 10 февраля 2017 года |
| 96,1 | Радио Шансон                                 | с 23 марта 2023 года |
| 96,5 | Радио Ваня                                   | с 15 декабря 2020 года |
| 98,0 | Радио Гордость                               | с 1 сентября 2024 года (было Радио Книга с 17 февраля 2020 года до 10 мая 2020 года)                                            |
| 98,4 | Дорожное радио                               | c 12 ноября 2018 года |
| 98,8 | Радио Maximum                                | с 24 ноября 2017 года |
| 99,2 | Новое радио                                  | с 13 ноября 2019 года |
| 99,6 | Радио Jazz                                   | с 29 ноября 2017 года |
| 100,9 | Радио Томский Благовест (временно отключено) | с 5 августа 2015 года |
| 101,3 | Пи FМ                                        | с 27 декабря 2019 года (было Радио Рекорд / Кнопка FM, Дорожное радио и Радио Ваня с 01 июля 2010 года до 26 декабря 2019 года) |
| 101,7 | Хит FM                                       | с января 2002 года |
| 102,1 | Русское радио                                | с 11 апреля 1997 года |
| 102,5 | Ретро FM                                     | с 24 июня 2008 года |
| 102,9 | Радио России / ГТРК Томск                    | с 7 мая 2015 года |
| 103,4 | «Детское радио»                              | с 11 декабря 2024 года (было Европа Плюс с 1997 года до 19 мая 2016 года)                                                       |
| 103,8 | DFM                                          | с апреля 2003 года |
| 104,2 | Юмор FM                                      | с 10 ноября 2010 года |
| 104,6 | Радио Сибирь                                 | с 1996 года |
| 105,4 | Авторадио                                    | с 1 августа 2004 года |
| 106,1 | Радио ENERGY                                 | с 28 декабря 2017 года (было «Милицейская волна» и Наше радио)                                                                  |
| 106,6 | Радио Маяк / Радио Маяк - Томск              | с 1 июня 2007 года (было «Радио Планета-Томск» и «Х-Радио - 106,6» с 28 ноября 2000 года до 31 мая 2007 года)                   |
| 107,1 | Радио Дача                                   | с 2 июня 2014 года (было Love Radio, Радио Monte-Carlo)                                                                         |
| 107,6 | Европа Плюс                                  | с 20 мая 2016 года (было Радио Спорт)                                                                                           |